# Elena Mizoulina
Elena Borissovna Mizoulina (en russe : Еле́на Бори́совна Мизу́лина), née Dmitrieva (Дмитриева) le 9 décembre 1954 à Bouï (oblast de Kostroma, URSS), est une femme politique russe. Juriste de profession, elle a exercé plusieurs mandats au sein du parlement russe, la Douma, ainsi qu'au Conseil constitutionnel russe. Elle figure parmi les auteurs de plusieurs lois récentes qui s'opposent à l'adoption d'enfants russes par des ressortissants étrangers et qui restreignent les droits LGBT en Russie.
Au cours de sa carrière politique, elle a changé de nombreuses fois de camp et a été membre de plusieurs partis, depuis le Parti communiste soviétique, en passant par le parti pro-démocrate Iabloko et le parti libéral Union des forces de droite, pour aujourd'hui représenter le parti pro-gouvernemental Russie juste.
Après avoir obtenu un doctorat en droit (candidature) ainsi que l'équivalent russe d'une thèse d'état, elle a été professeure de droit et a bénéficié de nombreux prix russes dont le titre de « juriste émérite de Russie ».

## Biographie

### Débuts à Iaroslavl
Née le 9 décembre 1954 dans la ville de Bouï dans l'Oblast de Kostroma en URSS, Elena Mizoulina étudie à la faculté de droit et d'histoire de Iaroslavl et obtient une licence en droit en 1977. Elle y rencontre Mikhaïl Mizouline, avec lequel elle se marie après leur quatrième année d'études,. Elle travaille en tant qu'assistante de recherche et consultante en droit jusqu'en 1984, et finalement consultante en chef en 1985. Elle effectue pendant ce temps des études doctorale par correspondance à l'université de Kazan, aboutissant en 1983 à la soutenance d'une thèse dont le mémoire est intitulé « La nature de la supervision dans les processus criminel (sur la base de matériels fournis par la cour régionale de Iaroslavl »,,,.
Elle devient chercheuse titulaire à l'université pédagogique de Iaroslavl en 1985. Son mari confiera plus tard qu'il a usé de son influence en tant que chef du département idéologique de la région de Iaroslavl pour favoriser la candidature de sa femme à ce poste. En 1987, elle est promue cheffe du département d'histoire nationale, rôle qu'elle exercera jusqu'en 1990. Elle demeurera membre du parti communiste jusqu'en 1991,. Elle soutient sa thèse d'état en 1992, sur la base d'un mémoire intitulé « Le code criminel: le concept d'un état auto-limitant » auprès de l'Institut de l'état et du droit de l'académie des sciences russes. S'exprimant sur son travail de thèse, elle a commenté son manuscrit de la manière suivante : « Il s'avère que ce que j'ai écrit était unique, qu'en effet je suis une scientifique de Dieu ». Elle travaille en tant que professeure adjointe auprès de l'université d'État de Iaroslavl.

### Membre du parti Iabloko et parlementaire pro-démocrate
En 1993, Elena Mizoulina devient membre la législature russe, en tant que membre du « Choix Russe » par le biais duquel elle rejoint le Conseil de la fédération, la chambre haute de l'Assemblée fédérale russe. Elle y occupe le poste de président de la « commission sur la législation constitutionnelle et des affaires juridico-légales » et fait partie du « comité sur la régulation des procédures »,,.
En 1995 elle rejoint le parti d'opposition pro-démocratique Iabloko et le mouvement « Réformes - la nouvelle direction » (en russe «Реформы — новый курс»). Cette même année, elle prend la tête du quartier général régional de l'organisation publique Ravnovesié (« équilibre » en russe) de Iaroslavl,. À la fin de l'année, elle est élue au parlement de la région de Kirov sur la liste de Iabloko, ce qui la pousse à démissionner de son poste au Conseil de la fédération en janvier 1996,,. En tant que parlementaire, elle occupera le siège de sous-président de la « commission du renforcement de l'état et des droits constitutionnels des citoyens ». Mouzilina a entre autres participé à formulation légale de la tentative échouée de destitution du président Boris Eltsine,,,.

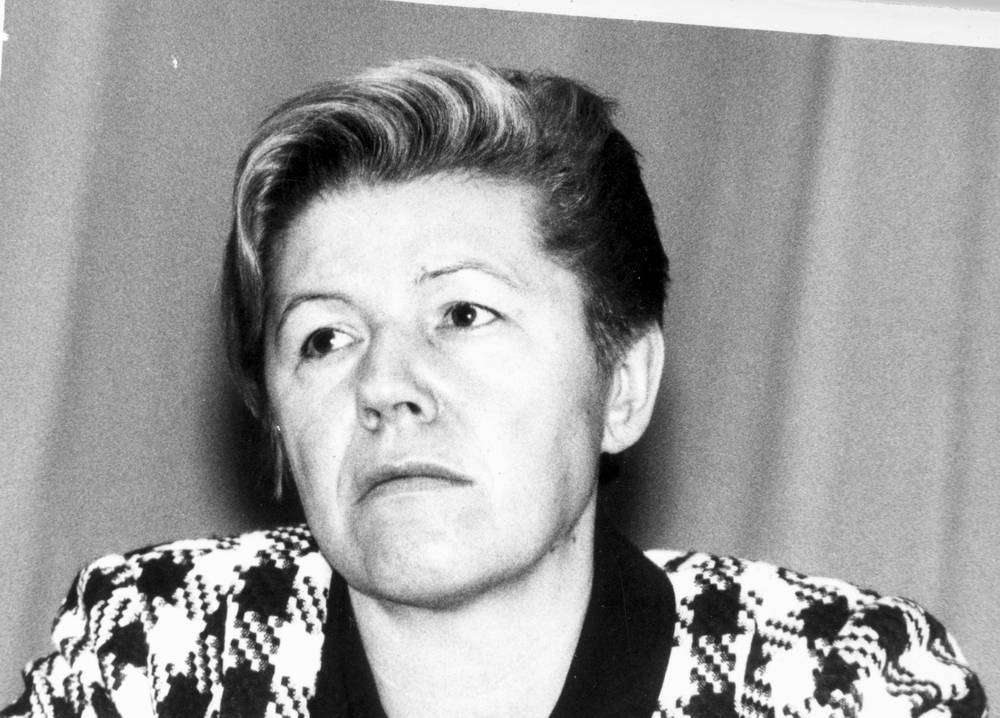
Elena Mizoulina en 1997.

Elle est réélue au parlement pour la seconde fois en décembre 1999, de nouveau sur la liste de Iabloko, ce qui la pousse en juillet 2000 à prendre la tête de l'« Union des forces démocratiques de Iaroslavl », mouvement composé de membres de Iabloko et de l'Union des forces de droite,,.

### Départ de Iabloko - continuation de carrière législative à l'Union des forces de droite
Elena Mizoulina quitte Iabloko en février 2001 pour rejoindre l'Union des forces de droite au mois de juin de la même année,. Elle a expliqué sa décision par le fait qu'elle aurait eu honte d'être membre d'un parti ayant obtenu moins de 5 % des voix aux élections législatives, ce qui lui posait « un problème moral ». Ses anciens partenaires de Iabloko et de l'Union des forces de droite, Sergey Mitrokhin et Leonid Gozman l'ont accusée de suivre la tendance politique du moment.
À la suite de l'échec aux élections législatives de 2003 de l'Union des forces de droite, elle obtient le poste de représentante du parlement auprès de la Cour constitutionnelle russe en février 2004. À ce poste, elle soutient la décision d'abandonner l'élection locale des gouverneurs de province et d'entériner à la place leur nomination directe par la présidence. Elle cumule son rôle au Conseil constitutionnel avec celui de cheffe de la commission des lois de la Douma,,. En 2005, elle obtient également un diplôme de l'Académie présidentielle de l'économie nationale et de l'administration publique russe.

### Évolution conservatrice et membre de Juste Russie
En 2007, Elena Mizoulina rejoint les bancs de la Douma pour la troisième fois sous l'enseigne du parti Russie juste, ce qui lui permet de devenir présidente de la commission parlementaire des affaires de familiales. Le parti aurait au départ proposé la candidature de Svetlana Goriacheva, mais celle-ci aurait posé problème aux représentants du parti Russie unie de Vladimir Poutine. La nomination d'Elena Mizoulina aurait constitué un compromis entre les deux partis,,.
Son travail à la Douma lui permet non seulement d'être récompensée par une médaille de l'organisation américaine World Congress of Families,, mais également d'être réélue une quatrième fois au parlement toujours sous l'étiquette Russie juste et de continuer à présider la commission des affaires familiales.

### Nomination au Conseil de la fédération
En juillet 2015, le gouverneur intérimaire de l'oblast d'Omsk, Viktor Nazarov, qui se présente comme candidat aux élections, la retient dans la liste des trois candidats qu'il propose pour le Conseil de la fédération . Il est élu, et Elena Mizoulina devient le 23 septembre 2015 membre à plein titre de ce conseil. Son mandat de député est transféré à Alexandre Kavtsov. Cette nomination a pour effet de l'écarter de présidence de la commission des affaires familiales de la Douma, dont elle n'est plus membre.

## Contributions législatives
Elena Mizoulina est l'autrice de nombreux projets de lois controversés, en Russie mais aussi par la communauté internationale :
- en 2010, la loi « Sur la protection des enfants contre les dangers menaçant leur santé et leur développement » (no 436-FZ du 23 décembre 2010). À la suite de ce texte, Elena Mizoulina a exigé la censure du dessin animé américain South Park des antennes russes[35] ;

- en 2012, la Loi fédérale no 139-FZ du 28 juillet 2012[36],[37] ;
- un annoncé futur amendement à la loi no 436-FZ — qui bloquerait tout site web contenant des injures ou utilisant langage grossier ;
- en 2013, elle propose la loi Dima Iakovlev interdisant aux Américains d'adopter des enfants russes. Promulgué en réaction à la liste Magnitsky des États-Unis, cette loi prévoit également de dresser une « liste noire » des Américains indésirables en Russie car accusés, par exemple, de mauvais traitements contre leurs enfants adoptés en Russie, ainsi que des Américains impliqués dans des enlèvements de citoyens russes, comme le trafiquant d'armes Viktor Bout.

À la suite des réactions des internautes russophones à la loi sur les restrictions d'internet, comme la fermeture du Wikipédia russophone le 11 juin 2012, le jour de la relecture du projet de loi par la Douma, Elena Mizoulina a soupçonné une intervention étrangère ainsi qu'un putatif « lobby pédophile » et a déclaré son intention de demander au ministère de la justice américaine d'ouvrir une enquête pour découvrir qui se cachait derrière ces actes.
Le 14 novembre 2012, Elena Mouzilina a déclaré que les objectifs de prévention de la loi 139-FZ ont été atteints, parmi lesquels l'obtention d'un espace de sécurité informatique sur l'internet sans mettre en œuvre de mesures répressives. Elle a également annoncé un futur projet de loi qui bloquerait tout site inclus dans la « liste noire de l'internet russe ». Parmi les différents sites dont l'activité pourrait être affectée, le site rublacklist.net du Parti pirate russe.

## Prises de position sur le mariage, la famille et les relations sexuelles
En tant que présidente de la commission des affaires familiales, Elena Mizoulina a souvent été amenée à s'exprimer sur la question de la crise démographique russe. Dans un entretien avec le journaliste polyglotte Vladimir Vladimirovitch Pozner, elle déclare : « Ayant analysé toutes les possibilités, et en prenant en compte les particularités géographiques de la Russie et de sa survie [...] je suis arrivée à la conclusion que si aujourd'hui on souhaite résoudre la crise démographique, nous devons, pardonnez-moi, se serrer la ceinture sur le plan de certaines valeurs morales et de la liberté d'information, de manière que la procréation et l'éducation des enfants soient pleinement valorisés'. »
Elle s'oppose fermement à une disposition du code pénal (finalement supprimée) reconnaissant comme circonstance aggravante le fait de porter des coups à un proche (conjoint, enfant, frère ou sœur), estimant que celle-ci porte atteinte à la famille traditionnelle. Selon elle, la violence domestique n'est pas « le problème principal des familles, contrairement à la grossièreté, à l'absence de tendresse, de respect, surtout de la part de la femme. Nous, les femmes, êtres faibles, nous ne nous vexons pas quand on nous bat. Quand un homme bat sa femme, il n'y a pas la même vexation que quand un homme est humilié. »

### Prise de position par rapport à l'avortement
Elena Mizoulina soutient des initiatives visant à limiter les possibilités des femmes à effectuer un avortement. Selon elle, les avortements en cas de grossesse issue de viol ou pour raisons médicales devraient être remboursés à la femme ou effectués gratuitement. Un avortement n'appartenant pas à ces critères devraient être facturé à la femme. Elena Mizoulina s'oppose également aux avortements effectués dans des établissements médicaux privés, ainsi qu'à la vente libre (sans prescription) de médicament abortifs. Par ailleurs, une femme cherchant à effectuer un avortement devrait, selon Elena Mizoulina, obtenir le consentement de son mari si celle-ci est mariée ou de ses parents si elle est mineure,,,.
Un projet de loi proposé par un groupe de parlementaires dont Mizoulina fait partie propose de modifier le code de la fédération de Russie sur les délits administratifs afin d'imposer une amende de 1 million de roubles aux médecins et aux établissements médicaux qui effectueraient des avortements sans respecter un temps d'attente défini au-préalable. Ils proposent également de sanctionner les femmes enceintes qui refuseraient de s'y conformer d'une somme de 3000 à 5 000 roubles,.

### Prise de position sur la famille et le mariage
En rapport avec la polémique relative à la loi Magnitsky américaine, Elena Mizoulina s'est tout d'abord exprimée de la manière suivante : « C'est tout simplement méchant, pour pas dire méprisable. La Russie n'a jamais défendu ses intérêts au détriment d'enfants ». Deux mois plus tard, elle a voté pour l'interdiction d'adopter des enfants russes par des Américains — la loi Dima Iacovlev également connue sous le nom de loi Anti-Magnitsky,.
La commission de la Douma sur les affaires familiales que préside Mizoulina a rendu public en juin 2012 un document connu comme Le concept de l'état sur la politique familiale jusqu'en 2025 qui contient plusieurs propositions qui ont suscité une importante controverse dans l'opinion publique russe :
- l'introduction d'une taxe sur le divorce ;
- la réprobation des naissances d'enfant de femmes non mariées ;
- la proposition de restrictions très sévères sur l'avortement ;
- la réprobation de l'homosexualité[49],[50] ;
- la proposition de renforcer le rôle législatif de l'Église orthodoxe russe dans les affaires de famille ;
- la recommandation de promouvoir activement les familles multiples ;
- la proposition de la somme minimale d'une pension alimentaire et son application sans prendre en compte si le parent bénéficie d'un revenu[49],[50],[51].

Des journalistes d'opposition dont Alexander Nikonov ont proposé que le divorce de Vladimir Poutine aurait été précipité par ce projet de loi rendu public deux jours plus tôt, afin d'éviter l'impôt sur le divorce,,,.
À la suite de la publication du Concept, il s'est avéré que plusieurs des positions qui y étaient décrites auraient été plagiées sur internet.
Elena Mizoulina voudrait également que l'âge de la majorité sexuelle en Russie soit haussé de 16 à 18 ans.
En perte d'influence depuis la nomination d'Anna Kouznetsova comme déléguée aux droits des enfants auprès du président de la fédération de Russie, elle s'oppose que cette dernière apporte son soutien aux services chargées de la protection de l'enfance dans un cas de retrait d'enfants à leur famille d'accueil pour mauvais traitements présumés, et présente un contre-rapport fondé sur des données rassemblées par des organisations traditionalistes.

### Prise de position sur les questions LGBT
Elena Mizoulina est l'autrice de plusieurs lois et projets de loi, dirigés contre ce qu'elle considère comme de la propagande de l'homosexualité. Elle a exprimé le souhait de reconsidérer la phrase « les gays eux aussi sont des êtres humains » comme porteuse d'idées extrémistes par le Service fédéral russe des droits des consommateurs et du bien-être humain. Mizoulina soutient l'initiative de confisquer les enfants aux parents du même sexe, dont dans les cas où les parents seraient les parents biologiques des mineurs,,,,
Au mois de juillet 2013, Mizoulina et son aide Olga Batalina dans la commission de Douma ont porté plainte contre l'activiste des droits LGBT Nikolay Alexeyev. Selon les dires de Mizoulina, Alekseyev serait le chef de la communauté LGBT en Russie, et aurait mis sur pied une campagne de diffamation à son égard chose qui « porte préjudice à la Russie dans son ensemble ». Elena Mizoulina a exprimé son intention de demander à la cour que la punition d'Alekseyev soit « sous la forme de travaux forcés dans un emploi où il ne serait pas en mesure de disséminer de la propagande homosexuelle tel que croque-mort ». Des représentants de la communauté LGBT ont rétorqué en portant plainte contre Mizoulina pour incitation de haine contre les homosexuels et pour infraction contre les droits de la communauté LGBT,,>.

### Accusations des opposants politiques d'appartenance à un «lobby pédophile»
Elena Mizoulina a, à plusieurs reprises, accusés ses interlocuteurs d'appartenir à un « lobby pédophile ». En 2011, lors de la réévaluation du Code criminel russe, elle a ainsi soumis l'idée que « dans les profondeurs du parti Russie unie, il y a un « lobby pédophile » qui s'oppose au durcissement des lois sur les infractions sexuelles à l'encontre des mineurs ». Mizoulina a réitéré son accusation contre les opposants de la loi no 436-FZ « sur la protection des enfants contre les dangers pour leur santé et leur développement »,. En 2012, à la suite de la manifestation du Wikipedia russophone,, elle s'est exprimée de la façon suivante : « ceci est une couverture, étant donné que Wikipédia elle-même n'est pas en cause. Moi aussi j'utilise Wikipedia. Par ailleurs, ce n'est que la version russophone qui a fermé. Il doit par conséquent s'agir d'une tentative de chantage à l'égard du parlement russe. Derrière tout ceci, il y a un lobby, et les suspicions sont fortes qu'il s'agit d'un lobby pédophile ».
Au mois de juin 2013, l'écrivain et ancien vice-premier ministre russe Alfrech Koch a publié un article concernant le fils de Mouzilina. Domicilié en Belgique, celui-ci travaille pour l'importante société juridique internationale Mayer Brown, qui soutient des mouvements en faveur des droits des homosexuels, tandis que sa mère déclare la guerre aux homosexuels en Russie,,. Mizoulina a répondu en accusant Koch d'appartenir lui aussi à un « lobby pédophile »,. En réaction, le journaliste Andrei Malguine a satiriquement commenté dans son blog : « Parfait : toute personne que Mizoulina n'aime pas appartient à un lobby pédophile ».

## Polémiques
En juin 2013, Elena Mizoulina a porté plainte pour diffamation contre un groupe de personnes constitué de :
- la journaliste de Novaya Gazeta Elena Kostioutchenko ;
- l'activiste des droits des gays Nikolaï Alekseïev ;
- la journaliste et personnalité mondaine Ksenia Sobtchak ;
- l'économiste, écrivain et ancien vice-Premier ministre Alfred Koch.

Selon les dires d'Elena Mizoulina, les blogueurs auraient répandu sur internet des allégations concernant une initiative présumée d'Elena Mizoulina d'interdire le sexe oral en Russie. Depuis, Ksenia Sobchak, Alfred Koch ainsi que Nikoay Alkseev ont annoncé à la presse qu'ils ont été interrogés par des inspecteurs,,,,.

## Critiques
Le politologue russe Mark Urnov décrit les projets de loi initiés par Elena Mizoulina comme « toutes différentes mais ayant une qualité en commun, leur capacité à répandre l'intolérance. Ils sont tout simplement l'expression sous forme juridique de l'intolérance et de la suppression de tout ce qui correspond aux visions personnelles de l'individu sur ce qui distingue le bien du mal ».
L'écrivain Dmitri Bykov a commenté qu'Elena Mizoulina « propose constamment une forme législative pour tout ce qui devrait appartenir au domaine du choix personnel, ce qui est bien plus dangereux qu'une parade gay pride ».

## Vie privée
Elena Mizoulina est mariée et mère de deux enfants adultes,. Son mari Mikhaïl Mizouline est détenteur d'un doctorat en philosophie et a travaillé en tant que professeur assistant à la Faculté des Sciences politiques de l'Académie présidentielle de l'économie nationale et de l'administration publique. Il été le chef du quartier général du parti Iabloko de Iaroslavl,. Par le passé, il a exercé la fonction de doyen à la Faculté des Sciences sociales de l'université de Iaroslavl.
Son fils Nikolaï Mizouline est domicilié à Bruxelles avec sa femme et ses deux enfants où il exerce la profession d'avocat au sein de la société Mayer Brown,. Sa fille Ekaterina Mizoulina est une personnalité publique notamment à la tête du Fonds des initiatives socio-légales de Moscou « Capitale légale », une société qui exerce un rôle d'intermédiaire juridique et est active dans la presse et la publicité. Cette société appartiendrait en réalité à Elena Mizoulina.
Le projet de loi d'Elena Mizoulina, connu comme « Le concept de l'état sur la politique familiale jusqu'en 2025 », affirme que la famille idéale russe devrait être constituée d'un mariage entre un homme et une femme dans le but d'élever trois enfants ou plus. Elle propose également que plusieurs générations d'une seule famille devraient cohabiter sous le même toit. Lorsqu'un journaliste de la station de radio indépendante Écho de Moscou l'a interrogée au sujet de son propre non-conformisme avec sa propre loi, elle a répondu : « Je désirais trois enfants, Micha [Mikhael son mari] aussi en désirait trois. Les choses se sont déroulées telles qu'elles l'ont fait. Le destin nous en a donné deux ».
En 1994, une polémique a éclaté au sujet de la requête de Elena Mizoulina de l'obtention d'un appartement de fonction plus large dans le but de faciliter son élevage de chats exotiques.

## Elena Mizoulina dans la culture populaire
Une chanson humoristique Je vais t'appeler ma Mizoulina par Guennady Smirnov a eu du succès sur internet, en référence à une chanson classique Je t’appellerai Alenouchka.